# Aloe brachystachys
Aloe brachystachys (укр. Алое короткоколоскове) — сукулентна рослина роду алое.

## Назва

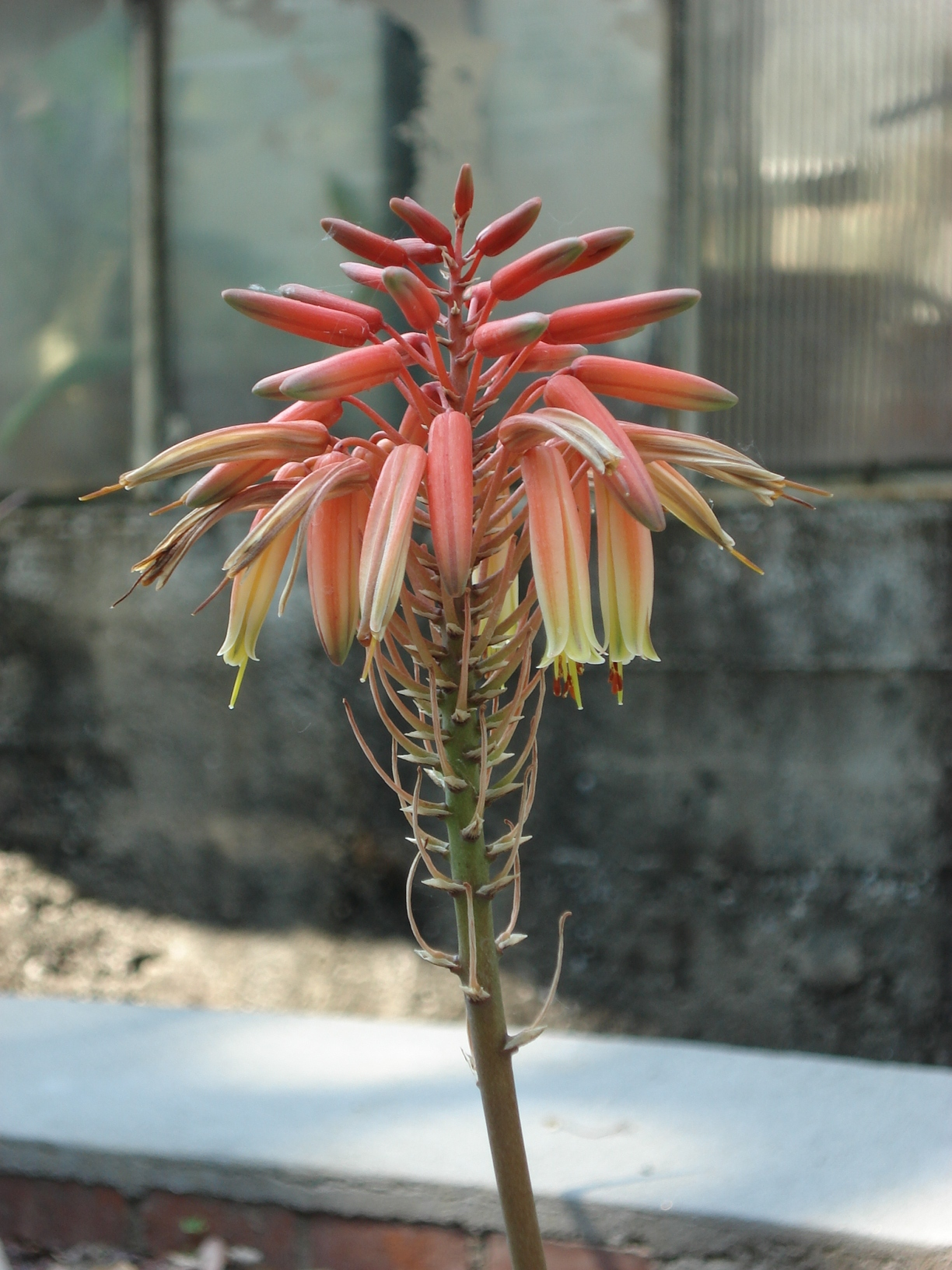
Суцвіття Aloe brachystachys

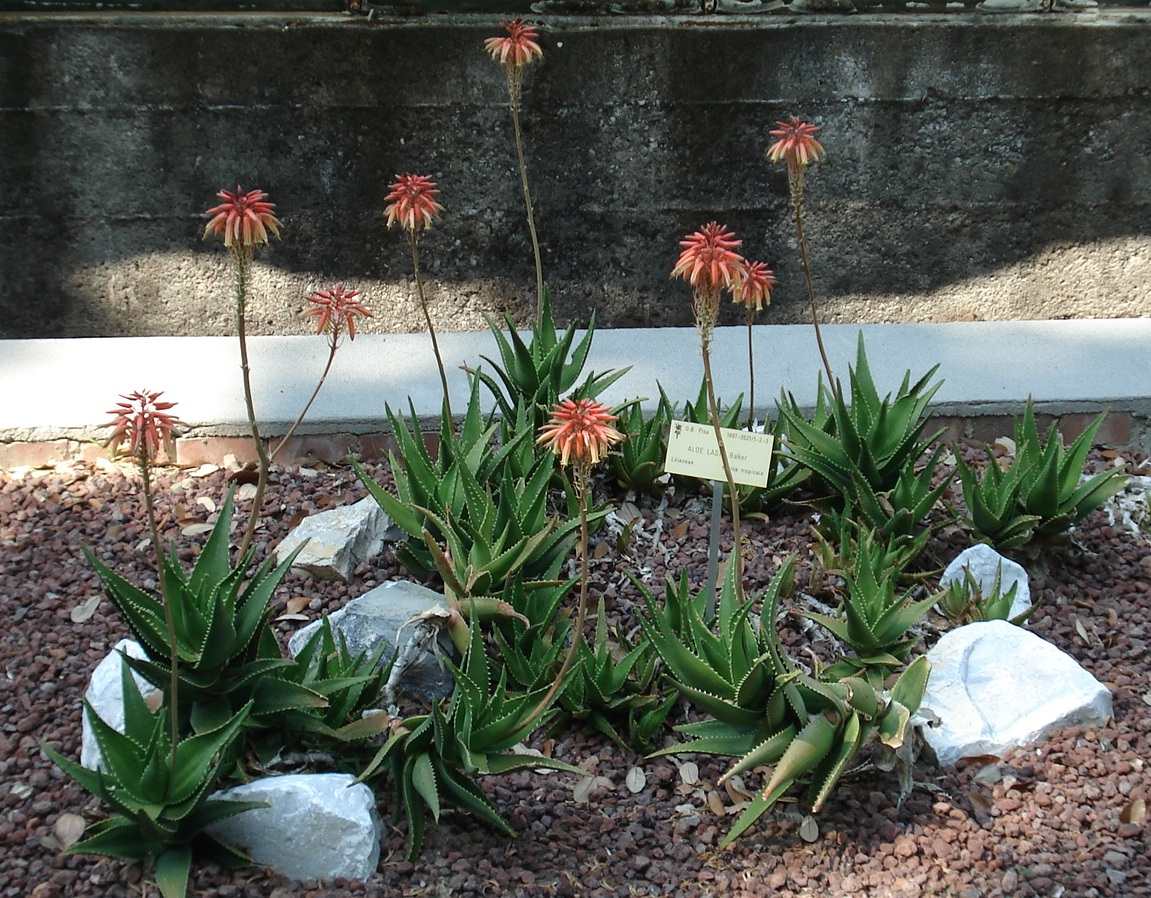
Aloe brachystachys в Пізанському ботанічному саду

Видова назва дана через порівняно короткі суцвіття цієї рослини («грец. brachys» — короткий, «stachys» — колос).

## Історія
Вперше описаний англійським ботаніком Джоном Бейкеропм у 1895 році в журналі «Botanical Magazine».

## Морфологічні ознаки
Багаторічна трав'яниста рослина, одиночна або утворює невеликі групи. Листя 45-55 см завдовжки, 5 см завширшки біля основи, яскраво-зелені, дуже гладкі, по краях мають зубчики середнього розміру, дельтовидні. Квітконіжка проста. Китиця довгасто-циліндрична, щільна, 15 см завдовжки. Квіти завдовжки близько 3 см, блідо-червоного кольору, що переходить у зеленуватий до її краю.

## Місця зростання
Батьківщиною цього виду є Занзібар (Танзанія). Зростає на скелястих виходах серед гірської рослинності на висоті 1450—2100 м над рівнем моря.

## Використання
Може використовуватись як лікарська рослина в місцевих цілителів.

## Охоронні заходи
Відомо близько п'яти місць зростання і, хоча в даний час не виникає жодних серйозних загроз, є занепокоєння через те, що колекціонери в майбутньому зможуть легко вплинути на цей обмежений вид. Тому Aloe brachystachys входить до Червоного списку Міжнародного союзу охорони природи уразливих видів (VU).
Найпоширеніші загрози невідомі. Використанням місцевими цілителями навряд чи справляє великий вплив на чисельність виду.
Росте в деяких природоохоронних територіях: одне місце зростання — в заповіднику Канґа; одне — в лісовому заповіднику Талагве; і одне — біля кордону заповідника Міліндо.
Вид також включений до додатку II конвенції про міжнародну торгівлю видами дикої фауни і флори, що перебувають під загрозою зникнення (CITES).